# XXV Liceum Ogólnokształcące im. Józefa Wybickiego w Warszawie
XXV Liceum Ogólnokształcące im. Józefa Wybickiego w Warszawie – liceum ogólnokształcące znajdujące się przy ul. Halnej 20 w Warszawie.

## Historia szkoły
Tradycja nauczania w podwarszawskiej Falenicy sięgała okresu okupacji niemieckiej w czasie II wojny światowej. W latach 1944–1945 przy ulicy Folwarcznej (obecnie ul. Popradzka) odbywały się komplety tajnego nauczania. 
Po zakończeniu wojny, 1 września 1945 roku, zaczęło przy ul. Poniatowskiego (obecnie ul. Kosodrzewiny) w Falenicy działać Samorządowe Liceum i Gimnazjum. W 1950 zarządzeniem ówczesnego Ministra Oświaty Stanisława Skrzeszewskiego z 1 lutego powstała Państwowa Szkoła Ogólnokształcąca stopnia licealnego w Falenicy, a w 1956 przemianowana na XXV Liceum Ogólnokształcące. W 1971 patronem liceum stał się twórca hymnu narodowego Józef Wybicki. Organem prowadzącym szkołę jest Miasto Stołeczne Warszawa a nadzór pedagogiczny sprawuje Mazowiecki Kurator Oświaty.
Liceum nazywane jest „Kowbojówką”.

## Dyrektorzy[6]
- Mieczysław Nałęcz (1945–1961)
- Mieczysław Szczęsny (1961–1968)
- Alojzy Fryza (1968–1969)
- Tadeusz Zawadka (1969–1991)
- Barbara Kaliniecka (1991–2012)
- Anna Czubarowicz (od 2012)

## Absolwenci (m.in.):[7]
- Jacek Czyż – aktor teatralny, filmowy i dubbingowy
- Jolanta Pieńkowska – dziennikarka prowadząca Fakty po południu w TVN24
- Dominika Wielowieyska – dziennikarka i publicystka
- Jerzy Jasiuk – inżynier, muzealnik, w latach 1972–2013 dyrektor Narodowego Muzeum Techniki w Warszawie[5]
- Jacek Santorski – psycholog, psychoterapeuta i wydawca
- Adam Strzembosz – polski prawnik, sędzia, w latach 1990–1998 Pierwszy Prezes Sądu Najwyższego
- Teresa Strzembosz - działaczka katolicka, współtwórczyni ośrodków adopcyjno-opiekuńczych i domów samotnej matki
- Tomasz Strzembosz – polski historyk, badacz II wojny światowej
- Stefan Szczepłek – dziennikarz i komentator sportowy
- Andrzej Jarecki – filolog polski, dramaturg, poeta, satyryk i krytyk teatralny
- Witold Stanisław Kozak – malarz, rzeźbiarz i krytyk sztuki
- Kazimierz Krajewski – historyk
- Maciej Kujawski – aktor filmowy i teatralny
- Wojciech Morawski – historyk i ekonomista, profesor SGH
- Jerzy Stajuda – malarz i krytyk sztuki
- Marek Ławrynowicz – pisarz
- Tomasz Pokora – lekkoatleta, biegacz
- Andrzej Langner – profesor dermatologii[8]